# Liste der Biografien/Dez
Liste der Biografien |
Portal Biografien |
Personensuche
# |
A |
B |
C |
D |
E |
F |
G |
H |
I |
J |
K |
L |
M |
N |
O |
P |
Q |
R |
S |
T |
U |
V |
W |
X |
Y |
Z |
?
 
Da |
Db |
Dc |
Dd |
De |
Dg |
Dh |
Di |
Dj |
Dk |
Dl |
Dm |
Dn |
Do |
Dq |
Dr |
Ds |
Du |
Dv |
Dw |
Dy |
Dz
 
De A |
De B |
De C |
De D |
De E |
De F |
De G |
De H |
De J |
De K |
De L |
De M |
De N |
De P |
De Q |
De R |
De S |
De T |
De V |
De W |
De Y |
De Z 

Dea |
Deb |
Dec |
Ded |
Dee |
Def |
Deg |
Deh |
Dei |
Dej |
Dek |
Del |
Dem |
Den |
Deo |
Dep |
Deq |
Der |
Des |
Det |
Deu |
Dev |
Dew |
Dex |
Dey |
Dez
Die Liste der Biografien führt alle Personen auf, die in der deutschsprachigen Wikipedia einen Artikel haben. Dieses ist eine Teilliste mit 24 Einträgen von Personen, deren Namen mit den Buchstaben „Dez“ beginnt.

## Dez
- Dez, Dezmond (* 1980), Schweizer Rapper

### Deza
- Deza, Diego de (1443–1523), spanischer Theologe und Inquisitor
- Deza, Jean (* 1993), peruanischer Fußballspieler
- Deza, Pedro de (1520–1600), spanischer Geistlicher, Kardinal der Römischen Kirche
- DeZago, Todd (* 1961), US-amerikanischer Comicautor
- Dezais, Jacques, französischer Tänzer, Choreograph und Verleger
- Dezallier d’Argenville, Antoine-Joseph (1680–1765), französischer Gelehrter, Naturhistoriker, Theoretiker des Gartenbaus
- Dežan, Anžej (* 1987), slowenischer Popsänger
- DeZarn, Tim (* 1952), US-amerikanischer Schauspieler

### Deze
- Dezelak, Detlef (* 1964), deutscher Fußballspieler
- Dezelske, Walter (1903–1978), deutscher Politiker (CDU), MdBB
- Dezendorf, John F. (1834–1894), US-amerikanischer Politiker
- Dezeuze, François (1871–1949), französischer Schriftsteller okzitanischer Sprache

### Dezi
- Dezi, Aldo (* 1939), italienischer Kanute
- Dezi, Jacopo (* 1992), italienischer Fußballspieler
- Dežić, Ivana (* 1994), kroatische Handballspielerin

### Dezm
- Dežman, Jože (* 1955), slowenischer Historiker
- Dežman, Nejc (* 1992), slowenischer Skispringer

### Dezo
- Dezobry, Charles (1798–1871), französischer Historiker und Verleger
- Dezoteux, Franck (* 1964), französischer Unternehmer und Autorennfahrer
- Dezotti, Gustavo (* 1964), argentinischer Fußballspieler

### Dezu
- Dezura, Diane (* 1958), kanadische Curlerin

### Dezz
- Dezza, Giuseppe (1830–1898), italienischer Freiheitskämpfer und Politiker
- Dezza, Paolo (1901–1999), italienischer Jesuit und Kardinal